# Olavi Munkki
Olavi Munkki (till 1942 Salminen), född 8 juli 1909 i Viborg, död 4 mars 1978 i Esbo, var en finländsk diplomat.
Munkki avlade högre rättsexamen 1936 och anställdes följande år vid utrikesministeriet. Han blev främst känd som en skicklig handelspolitisk förhandlare och var ledande tjänsteman vid förberedelserna för Finlands inträde i EFTA. Han blev genom Kari Suomalainens karikatyrteckningar känd för en större allmänhet som både "Tiggarmunk" (som var tvungen att be om favörer av utländska makter) och "Mr EFTA" (när associeringsavtalet var klart).
Munkki var chef för utrikesministeriets handelspolitiska avdelning 1959–1962, ambassadör i Bern 1962–1965, i Washington 1965–1972 och i Oslo 1973–1976. Han erhöll ministers titel 1959. 

## Utmärkelser
- Kommendörstecknet av Finlands Vita Ros’ orden,  6 december 1960[1]
- Kommendörstecknet av I klass av Finlands Lejons orden,  6 december 1967[2]
- Kommendörstecknet av I klass av Finlands Vita Ros’ orden,  6 december 1974[3]
- Förbundsrepubliken Tysklands förtjänstorden - stora kommendörskorset med stjärna[4]
- Storkors av Sankt Olavs orden[5]
- Storkors av Fenixorden[4]
- Storofficer av Italienska republikens förtjänstorden[4]
- Kommendör med kraschan av Sankt Olavs orden[4]
- Stora gyllene hedersmedaljen av Österrikiska republikens förtjänstorden[4]

[Redigera Wikidata]